# William Lava
Pour les articles homonymes, voir Lava.
William Benjamin Lava, (Bill Lava), (né le 18 mars 1911 à Saint Paul, dans le Minnesota et mort le 20 février 1971 à Los Angeles en Californie) est un compositeur américain de musique de film.

## Filmographie

### Années 1930
- 1935 : Double Exposure de Lloyd French
- 1937 : La Caravane de l'enfer (The Painted Stallion) de William Witney, Ray Taylor et Alan James
- 1937 : Escape by Night de Hamilton MacFadden
- 1938 : The Higgins Family de Gus Meins
- 1938 : Héros de la montagne (en) de George Sherman
- 1938 : Deux Camarades (Orphans of the Street) de John H. Auer
- 1938 : Dick Tracy Returns (en) de William Witney et John English
- 1938 : Le Retour de Billy the Kid (Billy the Kid Returns) de Joseph Kane
- 1938 : Guet-apens dans les airs (Overland Stage Raiders) de George Sherman
- 1938 : Prairie Moon (en) de Ralph Staub
- 1938 : Down in Arkansas
- 1938 : Rhythm of the Saddle (en) de George Sherman
- 1938 : Tempête sur le Bengale (Storm Over Bengal) de Sidney Salkow
- 1938 : Come On, Rangers
- 1938 : Western Jamboree (en) de Ralph Staub
- 1938 : Hawk of the Wilderness
- 1938 : La Ruse inutile (Red River Range) de George Sherman
- 1938 : Federal Man-Hunt de Nick Grinde
- 1939 : Sous faux pavillon (Calling All Marines) de John H. Auer
- 1939 : Le Diable de Mexico (Mexicali Rose) de George Sherman
- 1939 : Fighting Thoroughbreds
- 1939 : The Mysterious Miss X
- 1939 : Home on the Prairie (en) de Jack Townley (en)
- 1939 : Woman Doctor
- 1939 : The Lone Ranger Rides Again de John English et William Witney
- 1939 : Rough Riders' Round-up
- 1939 : Les Cavaliers de la nuit (The Night Riders) de  George Sherman
- 1939 : Blue Montana Skies (en) de B. Reeves Eason
- 1939 : La Lutte pour le ranch (Three Texas Steers) de George Sherman
- 1939 : My Wife's Relatives de Gus Meins
- 1939 : S.O.S. Tidal Wave de John H. Auer
- 1939 : Les Trois Diables rouges (Daredevils of the Red Circle) de John English et William Witney
- 1939 : Mountain Rhythm (en) de B. Reeves Eason
- 1939 : Mickey the Kid (en) d'Arthur Lubin
- 1939 : Mademoiselle et son flic (She Married a Cop) de Sidney Salkow
- 1939 : Should Husbands Work? de Gus Meins
- 1939 : The Kansas Terrors de George Sherman
- 1939 : Jeepers Creepers de Bob Clampett
- 1939 : Main Street Lawyer de Dudley Murphy
- 1939 : The Covered Trailer de Gus Meins
- 1939 : La Loi des rancheros (Cowboys from Texas) de George Sherman
- 1939 : Zorro et ses légionnaires (Zorro's Fighting Legion) de John English et William Witney
- 1939 : Days of Jesse James (en) de Joseph Kane

### Années 1940
- 1940 : Heroes of the Saddle
- 1940 : Wolf of New York
- 1940 : Rancho Grande (en)
- 1940 : The Courageous Dr. Christian
- 1940 : Young Buffalo Bill (en)
- 1940 : King of the Lumberjacks
- 1940 : Grandpa Goes to Town
- 1940 : The Crooked Road
- 1940 : Gangs of Chicago
- 1940 : Murder in the Air
- 1940 : Adventures of Red Ryder
- 1940 : The Carson City Kid
- 1940 : Girl from God's Country
- 1940 : Oklahoma Renegades
- 1940 : Earl of Puddlestone
- 1940 : Under Texas Skies
- 1940 : King of the Royal Mounted
- 1940 : South of Suez
- 1940 : The Border Legion
- 1940 : Mysterious Doctor Satan (en) (Mysterious Doctor Satan)
- 1941 : The Great Mr. Nobody (en)
- 1941 : Knockout
- 1941 : A Shot in the Dark
- 1941 : Strange Alibi
- 1941 : Big Bill Tilden
- 1941 : The Nurse's Secret
- 1941 : Highway West
- 1941 : International Squadron
- 1941 : Smiling Ghost
- 1941 : Nine Lives Are Not Enough
- 1941 : Passage from Hong Kong (en)
- 1941 : The Tanks Are Coming
- 1941 : Jesse James at Bay
- 1941 : Steel Against the Sky
- 1942 : Dangerously They Live
- 1942 : Bullet Scars
- 1942 : Lady Gangster
- 1942 : I Was Framed
- 1942 : Murder in the Big House
- 1942 : Larceny, Inc.
- 1942 : Spy Ship
- 1942 : Escape from Crime
- 1942 : Busses Roar
- 1942 : Secret Enemies
- 1942 : The Hidden Hand
- 1942 : Beyond the Line of Duty
- 1942 : The Traitor Within
- 1943 : Diviser pour régner (Divide and Conquer)
- 1943 : La Bataille d'Angleterre (The Battle of Britain)
- 1943 : The Gorilla Man
- 1943 : G-men vs. the Black Dragon
- 1943 : The Mysterious Doctor
- 1943 : Calling Wild Bill Elliott
- 1943 : Convoi vers la Russie (Action in the North Atlantic)
- 1943 : The Strange Death of Adolf Hitler
- 1943 : Destination Tokyo
- 1944 : Devil Boats
- 1944 : With the Marines at Tarawa (documentaire)
- 1944 : Hidden Valley Outlaws (en) d'Howard Bretherton
- 1944 : It's Your War Too
- 1944 : Make Your Own Bed
- 1944 : The Invisible Man's Revenge
- 1944 : Crime by Night
- 1944 : San Fernando Valley
- 1944 : The Singing Sheriff
- 1944 : The Last Ride
- 1944 : Le Port de l'angoisse (To Have and Have Not)
- 1944 : Meurtre dans la chambre bleue (Murder in the Blue Room) de Leslie Goodwins
- 1944 : The Old Texas Trail
- 1944 : La Malédiction de la Momie (The Mummy's Curse) de Leslie Goodwins
- 1945 : The Horn Blows at Midnight
- 1945 : Les Yeux qui tuent (The Frozen Ghost)
- 1945 : L'esprit fait du swing (That's the Spirit)
- 1945 : To the Shores of Iwo Jima
- 1945 : Bad Men of the Border (en) de Wallace Fox
- 1945 : Shady Lady
- 1945 : Star in the Night (court-métrage) de Don Siegel
- 1945 : L'Intrigante de Saratoga (Saratoga Trunk)
- 1945 : La Maison de Dracula (House of Dracula)
- 1945 : Hitler Lives (documentaire)
- 1946 : A Boy and His Dog
- 1946 : Smart as a Fox
- 1946 : Her Kind of Man
- 1946 : La Femme loup (She-Wolf of London)
- 1946 : Deux Nigauds dans le manoir hanté (The Time of Their Lives)
- 1946 : Traffic with the Devil
- 1946 : So You Want to Keep Your Hair
- 1946 : So You Think You're a Nervous Wreck
- 1947 : So You're Going to Be a Father
- 1947 : Give Us the Earth!
- 1947 : So You Want to Hold Your Wife
- 1948 : Calgary Stampede
- 1948 : Going to Blazes!
- 1948 : So You Want an Apartment
- 1948 : So You Want to Be a Gambler
- 1948 : So You Want to Build a House
- 1948 : So You Want to Be a Detective
- 1948 : The Big Punch
- 1948 : Embraceable You
- 1948 : Le Fils du pendu (Moonrise)
- 1948 : Whiplash
- 1949 : So You Think You're Not Guilty
- 1949 : La Sirène des bas-fonds (Flaxy Martin)
- 1949 : Homicide (en)
- 1949 : Heart to Heart
- 1949 : The Younger Brothers
- 1949 : The House Across the Street (en) de Richard L. Bare
- 1949 : Mrs. Mike

### Années 1950
- 1950 : Barricade
- 1950 : Colt .45
- 1950 : This Side of the Law (en)
- 1950 : Fifty Years Before Your Eyes
- 1950 : The Great Jewel Robber
- 1950 : De l'autre côté (Breakthrough)
- 1950 : Témoin de la dernière heure (Highway 301)
- 1950 : Le Fauve en liberté (Kiss Tomorrow Goodbye) de Gordon Douglas
- 1951 : So You Want to Be a Cowboy
- 1951 : Cinq Survivants (Five)
- 1951 : Inside the Walls of Folsom Prison
- 1951 : Fuddy Duddy Buddy
- 1951 : The Tanks Are Coming
- 1951 : Cave of Outlaws
- 1952 : Retreat, Hell! (en)
- 1952 : The Dog Snatcher
- 1952 : Panique à l'Ouest (Cattle Town)
- 1953 : Mystery Lake
- 1953 : Victime du destin (The Lawless Breed)
- 1953 : Le Fantôme de l’espace
- 1953 : À l'assaut du Fort Clark (War Arrow)
- 1954 : Les Rebelles (Border River)
- 1954 : Ma and Pa Kettle at Home
- 1954 : Ouragan, le pur-sang (Stormy, the Thoroughbred)
- 1954 : La Brigade héroïque (Saskatchewan)
- 1954 : Yankee Pasha
- 1954 : Fireman Save My Child
- 1954 : Tanganyika
- 1954 : Johnny Dark
- 1954 : Le Défilé sauvage (Black Horse Canyon)
- 1954 : Ricochet Romance
- 1955 : Deux Nigauds et les flics (Abbott and Costello Meet the Keystone Kops)
- 1955 : Le Fleuve de la dernière chance (Smoke Signal)
- 1955 : La Revanche de la créature (Revenge of the Creature)
- 1955 : Le Culte du cobra (Cult of the Cobra)
- 1955 : La Revanche de Pablito (The Littlest Outlaw)
- 1955 : L'Enfer des hommes (To Hell and Back) de Jesse Hibbs
- 1956 : Alaska Lifeboat
- 1956 : Les Piliers du ciel
- 1957 : The Wetback Hound
- 1957 : Kelly et moi (Kelly and Me)
- 1957 : La chose surgit des ténèbres (The Deadly Mantis)
- 1957 : Zorro (série télévisée)
- 1958 : Flood Tide (en)
- 1958 : Signé Zorro (The Sign of Zorro)
- 1959 : Zorro, the Avenger (it)
- 1959 : Moochie of the Little League (téléfilm)

### Années 1960
- 1960 : Hell Bent for Leather
- 1960 : La Chute d'un caïd (The Rise and Fall of Legs Diamond)
- 1960 : Thriller (série télévisée)
- 1960 : Les Sept Chemins du couchant (Seven Ways from Sundown)
- 1960 : Le Cheval à la queue volante (The Horse with the Flying Tail)
- 1960 : Thriller (série TV)
- 1962 : Le Massacre de la colline noire (Gold, Glory and Custer)
- 1962 : The Commies Are Coming, the Commies Are Coming
- 1962 : Now Hear This
- 1962 : Tout doit disparaître (Good Noose)
- 1962 : Un festin de roi (Shishkabugs)
- 1962 : Un petit monstre tombé du ciel (Martian Through Georgia)
- 1963 : I Was a Teenage Thumb
- 1963 : Que le diable m'emporte (Devil's Feud Cake)
- 1963 : Daffy en mauvaise compagnie (Fast Buck Duck)
- 1963 : Le Lapin à l'oseille (The Million Hare)
- 1963 : Mexican Cat Dance
- 1963 : Le travail, c'est la santé (Woolen Under Where)
- 1963 : Un lapin dans le désert (Hare-Breadth Hurry)
- 1963 : Patrouilleur 109 (PT 109)
- 1963 : Banty Raids
- 1963 : Supplice épicé (Chili Weather)
- 1963 : Wall of Noise
- 1963 : Les Indescriptibles (The Unmentionables)
- 1963 : Le Canard, l'Or et le Rat (Aqua Duck)
- 1963 : Attention à la Mars ! (Mad as a Mars Hare)
- 1963 : Claws in the Lease
- 1963 : Un appel de Transylvanie (Transylvania 6-5000)
- 1963 : Mon royaume pour un Bip Bip (To Beep or Not to Beep)
- 1964 : Sacrée patrouille (Dumb Patrol)
- 1964 : Un message pour Gracias (A Message to Gracias)
- 1964 : Bartholomew a une dent contre les roues (Bartholomew Versus the Wheel)
- 1964 : C'est grave, Docteur ? (Freudy Cat)
- 1964 : Le Coup du Lapin (Dr. Devil and Mr. Hare)
- 1964 : Les Dents modernes (Nuts and Volts)
- 1964 : Le Défi de Daffy (The Iceman Ducketh)
- 1964 : La Guerre des nerfs (War and Pieces)
- 1964 : Tahiti et Grosminet (Hawaiian Aye Aye)
- 1964 : Le Club du lapin (False Hare)
- 1964 : Fric-frac au Far West (Pancho's Hideaway)
- 1964 : La Vie en rose (The Pink Phink)
- 1964 : Pink Pajamas
- 1964 : Sur la route d'Andalay (Road to Andalay)
- 1965 : On a toujours besoin d'une petite souris chez soi (It's Nice to Have a Mouse Around the House)
- 1965 : Sylvestre, ça va être ta fête (Cats and Bruises)
- 1965 : We Give Pink Stamps
- 1965 : La course affolée (The Wild Chase)
- 1965 : Dial 'P' for Pink
- 1965 : Moby Duck
- 1965 : Sink Pink
- 1965 : Viva Daffy (Assault and Peppered)
- 1965 : Pickled Pink
- 1965 : Shocking Pink
- 1965 : Pinkfinger
- 1965 : Well Worn Daffy
- 1965 : Le Diamant rose (Pink Ice)
- 1965 : Le Canard canardé (Suppressed Duck)
- 1965 : Super mamie (Corn on the Cop)
- 1965 : Boulette russe (Rushing Roulette)
- 1965 : Ô rage, ô désespoir ! (Run, Run, Sweet Road Runner)
- 1965 : The Pink Tail Fly
- 1965 : Tête-à-tête trouble (Tease for Two)
- 1965 : F Troop (série télévisée)
- 1965 : Panzer Rose (Pink Panzer)
- 1965 : Du goudron et des plumes (Tired and Feathered)
- 1965 : Chasse au Bip-Bip, mode d'emploi (Boulder Wham!)
- 1965 : Le Pèse-personne (An Ounce of Pink)
- 1965 : Tel épis qui croyait prendre (Chili Corn Corny)
- 1965 : Le Vol du coyote (Just Plane Beep)
- 1965 : Qui a peur de Vil Coyote (Hairied and Hurried)
- 1965 : La Panthère rose à la pêche (Reel Pink)
- 1965 : En piste pour le twist (Go Go Amigo)
- 1965 : Le Coyote aux trousses (Highway Runnery)
- 1965 : Bully for Pink
- 1965 : The Great De Gaulle Stone Operation
- 1965 : Vil Coyote contre-attaque (Chaser on the Rocks)
- 1966 : Une cohabitation d'enfer (The Astroduck)
- 1966 : D'un air féroce (Shot and Bothered)
- 1966 : Encore et encore raté (Out and Out Rout)
- 1966 : Reaux, Reaux, Reaux Your Boat
- 1966 : Napoleon Blown-Aparte
- 1966 : Le Robot (The Solid Tin Coyote)
- 1966 : Pink Punch
- 1966 : Mexican Mousepiece
- 1966 : Cirrhosis of the Louvre
- 1966 : Vive la vente par correspondance (Clippety Clobbered)
- 1966 : Pink Pistons
- 1966 : Plastered in Paris
- 1966 : Vitamin Pink
- 1966 : Ma sorcière mal-aimée (A-Haunting We Will Go)
- 1966 : Snow Excuse
- 1966 : La Maison de la Panthère rose (The Pink Blueprint)
- 1966 : Smile Pretty, Say Pink
- 1966 : Cock-a-Doodle Deux-Deux
- 1966 : The Super 6 (série télévisée)
- 1966 : Bip Bip et Coyote (The Road Runner Show) (série télévisée)
- 1966 : La Chambre des horreurs (Chamber of Horrors)
- 1967 : The Music Mice-Tro
- 1967 : Pour quelques fromages de plus (The Spy Swatter)
- 1967 : Speedy Ghost to Town
- 1967 : Rodent to Stardom
- 1967 : Go Away Stowaway
- 1967 : Cool Cat
- 1967 : Merlin la souris magique (Merlin the Magic Mouse)
- 1967 : Cette fiesta, quel fiasco ! (Fiesta Fiasco)
- 1968 : Le Chapeau magique (Hocus Pocus Powwow)
- 1968 : Norman Normal
- 1968 : Une course de fantôme (Big Game Haunt)
- 1968 : Skyscraper Caper
- 1968 : Hippydrome Tiger
- 1968 : Feud with a Dude
- 1968 : La Machine à remonter le temps (See Ya Later Gladiator)
- 1968 : Chubasco
- 1968 : En pays ennemi (In Enemy Country)
- 1968 : 3 Ring Wing-Ding
- 1968 : Flying Circus
- 1968 : The Bugs Bunny/Road Runner Hour (série télévisée)
- 1968 : Les tueurs sont lâchés (Assignment to Kill)
- 1968 : Un singe rare (Chimp & Zee)
- 1968 : Bunny et Claude (Bunny and Claude: We Rob Carrot Patches)
- 1969 : Le Grand Cambriolage du train de carottes (The Great Carrot-Train Robbery)
- 1969 : Fistic Mystic
- 1969 : Pas de civet pour Renard (Rabbit Stew and Rabbits Too!)
- 1969 : À magicien, magicien et demi (Shamrock and Roll)
- 1969 : Bugged by a Bee
- 1969 : La Panthère rose (The Pink Panther Show) (série télévisée)
- 1969 : Injun Trouble
- 1969 : Un homme fait la loi (The Good Guys and the Bad Guys)

### Années 1970
- 1971 : Dracula contre Frankenstein (Dracula vs. Frankenstein)
- 1971 : O'Hara, U.S. Treasury (téléfilm)
- 1976 : The Sylvester & Tweety Show (série télévisée)
- 1976 : La Panthère rose (série télévisée)

### Années 1980
- 1981 : Le Monde fou, fou, fou de Bugs Bunny (The Looney, Looney, Looney Bugs Bunny Movie)
- 1982 : Les 1001 contes de Bugs Bunny (Bugs Bunny's 3rd Movie: 1001 Rabbit Tales)
- 1983 : L'Île fantastique de Daffy Duck (Daffy Duck's Movie: Fantastic Island)
- 1985 : The Bugs Bunny/Looney Tunes Comedy Hour (série télévisée)
- 1986 : The Bugs Bunny and Tweety Show (série télévisée)
- 1988 : Daffy Duck's Quackbusters

### Années 1990
- 1990 : Merrie Melodies: Starring Bugs Bunny and Friends (série télévisée)
- 1995 : That's Warner Bros.! (série télévisée)
- 1996 : The Bugs n' Daffy Show (série télévisée)